# Scottish Challenge
De Scottish Challenge is een golftoernooi van de Europese Challenge Tour. Het prijzengeld was in 2010 €200.000.
De eerste editie van het toernooi vond plaats in 2006 en werd gewonnen door Sam Walker. Een jaar later werd het toernooi gewonnen door Robert Dinwiddie die hiermee zijn eerste overwinning op de Challenge Tour boekte en enkele maanden later ook nog de Rolex Trophy in Genève won. 
In 2008 won Taco Remkes hier zijn eerste van drie toernooien van het seizoen won. Pas in 2009 won een lokale speler, Jamie McLeary uit Edinburgh, die uiteindelijk Edoardo Molinari twee slagen achter zich liet.
In 2009 werd Scottish Hydro de nieuwe titelsponsor. Zij hebben een nieuw programma opgezet om vijf jonge Schotse professionals te ondersteunen. In 2011 zijn dat Gavin Dear, Chris Doak, Craig Lee, Callum Macaulay en Jamie McLeary. 
In 2010 speelde de 17-jarige Matteo Manassero mee. Hij was enkele weken eerder de jongste speler ooit die de cut haalde bij de Masters, en de Schotse Challenge was zijn eerste toernooi als professional. Hij eindigde met level par op de 42ste plaats.
In 2014 werd bekendgemaakt dat de sponsors hun contract tot en met 2018 verlengden.

## Winnaars
| Jaar                                                       | Baan                            | Winnaar            | Score              | Score              | Beste Nederlander               | Beste Belg              |
| Scottish Challenge                                         | Scottish Challenge              | Scottish Challenge | Scottish Challenge | Scottish Challenge | Scottish Challenge              | Scottish Challenge      |
| ---------------------------------------------------------- | ------------------------------- | ------------------ | ------------------ | ------------------ | ------------------------------- | ----------------------- |
| 2006                                                       | Murcar Links Golf Club          | Sam Walker         | 266                | -18                | Inder van Weerelt +2            | Didier de Vooght par    |
| Scottish Challenge presented by Bank of Scotland Corporate |                                 |                    |                    |                    |                                 |                         |
| 2007                                                       | Macdonald Spey Valley Golf Club | Robert Dinwiddie   | 268                | -20                | Joost Luiten -13                | Jérôme Theunis -1       |
| Scottish Challenge                                         |                                 |                    |                    |                    |                                 |                         |
| 2008                                                       | Macdonald Spey Valley Golf Club | Taco Remkes        | 271                | -13                | Taco Remkes -13                 | =                       |
| Scottish Hydro Challenge                                   |                                 |                    |                    |                    |                                 |                         |
| 2009                                                       | Macdonald Spey Valley Golf Club | Jamie McLeary      | 276                | -8                 | Reinier Saxton +3               | Nicolas Colsaerts -1    |
| 2010                                                       | Macdonald Spey Valley Golf Club | George Murray      | 267                | -17                | Inder van Weerelt -8            | =                       |
| 2011                                                       | Macdonald Spey Valley Golf Club | Edouard Dubois     | 271                | -13                | Jurrian van der Vaart -1        | Pierre Relecom -1 (MC)  |
| 2012                                                       | Macdonald Spey Valley Golf Club | Sam Walker         | 291                | -12                | =                               | =                       |
| 2013                                                       | Macdonald Spey Valley Golf Club | Brooks Koepka      | 266                | -18                | Tim Sluiter -9                  | Pierre Relecom par (MC) |
| 2014                                                       | Macdonald Spey Valley Golf Club | Andrew Johnston    | 265                | -19                | Maarten Lafeber Taco Remkes -13 | Christopher Mivis (MC)  |
| 2015                                                       | Macdonald Spey Valley Golf Club |                    |                    |                    |                                 |                         |
| 2016                                                       | Macdonald Spey Valley Golf Club |                    |                    |                    |                                 |                         |
| 2017                                                       | Macdonald Spey Valley Golf Club |                    |                    |                    |                                 |                         |
| 2018                                                       | Macdonald Spey Valley Golf Club |                    |                    |                    |                                 |                         |

## Play-off
- 2012: Sam Walker won de play-off van Simon Wakefield met een par. De 4de ronde werd geannulkeerd wegens wateroverlast..